# Tore Reginiussen
Tore Reginiussen, född 10 april 1986, är en norsk fotbollsspelare som spelar för FC St. Pauli. Reginiussen har tidigare spelat för Tromsø, Schalke 04, Lecce, OB och Rosenborg. Han har även representerat Norges landslag. Reginiussen spelar främst som mittback, men kan även spela som central mittfältare.

## Karriär
I januari 2021 värvades Reginiussen av tyska FC St. Pauli.